# Primeira guerra judaico-romana
A Primeira Guerra Judaico-Romana (66–73), às vezes chamada de Grande Revolta Judaica (em hebraico: המרד הגדול; romaniz.: ha-Mered Ha-Gadol; em latim: Primum Iudæorum Romani Bellum), foi a primeira de três grandes rebeliões da população da província da Judeia contra a dominação romana. A segunda revolta foi a guerra de Kitos, em 115–117, e a terceira foi a Revolta de Barcoquebas, em 132–135
A Grande Revolta foi motivada a princípio pelas tensões religiosas, evoluindo para protestos contra o pagamento de tributos e ataques a cidadãos romanos. Terminou quando as legiões romanas sob o comando de Tito sitiaram e destruíram o centro da resistência rebelde em Jerusalém e derrotaram as restantes forças judaicas.

## Massada
O cerco de Massada foi um dos últimos eventos da Primeira guerra romano-judaica, ocorrido entre 73 e 74, no alto de uma elevação montanhosa no território moderno de Israel. Seus eventos foram relatados por Flávio Josefo, um líder rebelde judeu capturado pelos romanos e que depois tornou-se um historiador a serviço de seus captores. Segundo ele, o longo cerco pelas tropas da X Fretensis e suas tropas auxiliares levaram a um suicídio em massa dos sicários rebeldes e das famílias judaicas que viviam na fortaleza.